# Polar Bear Club
Polar Bear Club é uma banda norte-americana de post-hardcore de Rochester e Syracuse, Estado de Nova Iorque. Formada em 2005, a banda atualmente em hiatus é composta por Jimmy Stadt (vocalista), Chris Browne (guitarrista e vocalista), Patrick Benson (guitarrista), Tyler Smith (baixista) e Steve Port (baterista).

## História

### Início (2005 – 2007)
Formado no verão de 2005 em Rochester e Syracuse (cidades do Estado de Nova Iorque) o "Polar Bear Club" é uma banda de post-hardcore, e as suas principais influências musicais são as bandas Small Brown Bike, Third Eye Blind, Silent Majority, Hot Water Music e Lifetime. O nome da banda foi tirado de uma canção de mesmo nome da banda de hardcore/hardcore melódico Silent Majority. Rapidamente após a formação, eles lançaram uma demo (sem nome) de cinco músicas em CD-R. Logo após o lançamento desse bem recebido demo eles foram notados pela gravadora "Triple Attack Records", que lançou seu primeiro EP,  "The Redder, the Better", dia 21 de maio de 2006, em conjunto com "Luchador Records". O EP fez um grande sucesso e então a banda assinou com a gravadora "Red Leader Records". Este EP não tem CD, mas foi disponibilizado em download digital e em Vinil.

### Sometimes Things Just Disappear (2008 – 2009)
"Sometimes Things Just Disappear", álbum de estréia da banda, foi lançado em 11 de março de 2008, através da "Red Leader Records". O álbum recebeu críticas elogiosas tendo grande recepção de sua base de fãs, que cresceu rapidamente. O sucesso fez a banda assinar com a "Bridge Nine Records". O selo, ao mesmo tempo, anunciou que também iria emitir o álbum "Sometimes Things Just Disappear" em Vinil.
Em fevereiro-março de 2009, a banda fez turnês no Reino Unido,  Europa e Estados Unidos, e anunciaram que estavam começando a trabalhar em um novo álbum, a ser produzido por Matt Bayles.

### Chasing Hamburg (2009 – 2010)
"Chasing Hamburg", o segundo álbum de estúdio da banda,  foi lançado em 08 de setembro de 2009, através da "Bridge Nine Records" nos formatos digitais, Vinil e CD. Antes do lançamento do álbum de estúdio foi lançado, em 28 de julho de 2009, o EP "The Summer of George" através de "Bridge Nine Records". Em 21 de junho de 2010, o "lado-b" do "Chasing Hamburg", o EP denominado "Drifting Thing (Team Goldie Remix)" foi postado para "streaming" exclusivo no "AbsolutePunk.net", e foi lançado pela "Bridge Nine Records" como um álbum Single (limitado a uma prensagem de 500). Em 08 de agosto de 2010 o Polar Bear Club se apresentou no "Hevy Music Festival" em Folkestone, no Reino Unido, e anunciou que tomaria os próximos seis meses (após o fim da turnê) para escrever e gravar um novo álbum.

### Clash Battle Guilt Pride (2011 – 2013)
O "Polar Bear Club" entrou  no "Salad Days Studio" para gravar seu terceiro álbum de estúdio, o "Clash Battle Guilt Pride", que foi lançado em 13 de setembro de 2011, através da "Bridge Nine Records".
Anteriormente, em 09 de agosto de 2011, a banda lançou através da "Bridge Nine Records"  o EP teaser "The View, the Life", que também foi produzido em 7"vinyl.
Em 17 de abril de 2012 foi anunciado que a banda se apresentaria no "The Lock Up Stage" e no Leeds and Reading Festival.
Em 31 de julho de 2012 eles lançaram através da "Bridge Nine Records" o seu primeiro álbum ao vivo e acústico, o "Live at the Montage", com músicas próprias e a versão cover das músicas "Left And Leaving" (do The Weakerthans) e "At Your Funeral" (do Saves the Day).
Em 26 de Novembro de 2012, foi anunciado durante sua abertura para o conjunto The Gaslight Anthem, em Boston, que aquele era o último show de Nate Morris (guitarrista) com a banda.
No final de fevereiro e início de março de 2013 o "Polar Bear Club" foi para a Austrália como parte do Festival Soundwave. Lá, eles tocaram em cinco datas do festival e em outros dois clubes, com as bandas All Time Low e Chunk! No, Captain Chunk!.
Em 17 de abril de 2013, a banda anunciou que Erik "Goose" Henning (baixista) também tinha decidido se separar da banda.
Em maio-junho de 2013, a banda fez uma turnê no Reino Unido, tocando no "Slam Dunk Festival" e em outras performances mais intimistas.
Na última data da turnê, em Camden Town (Londres), Jimmy Stadt (vocalista) disse que em breve o "Polar Bear Club" estaria em estúdio gravando um novo álbum.
No dia 08 de outubro de 2013 foi lançado o álbum "Before it Caves", da banda A Loss for Words, no qual o vocalista do "Polar Bear Club", Jimmy Stadt, faz uma participação na música "No Pioneer" (05ª faixa do álbum).

### Death Chorus (2013 – 2015 )
No dia 19 de novembro de 2013 foi lançado o "Death Chorus", o quarto álbum de estúdio da banda, através da Rise Records. Na gravação deste álbum o vocalista Jimmy Stadt teve que alterar sua maneira de cantar, em decorrência de problemas vocais.
Em novembro–dezembro de 2013 a banda excursionou pelos Estados Unidos da América com as bandas Citizen, Diamond Youth e Sainthood Reps.

### Hiatus (2015 – )
Em maio de 2015 o vocalista Jimmy Stadt confirmou, através de uma mídia social, que a banda atualmente está em hiatus.
Em 2017, membros das banda Polar Bear Club e The Gaslight Anthem deram início a um projeto chamado "Wax Bottles" e já lançaram um EP homônimo com 6 faixas. Criado em Nova Jersey, o quinteto chama atenção por ser formado por dois membros do Polar Bear Club, Jimmy Stadt (guitarra, vocal) e Nate Morris (guitarrista, que havia já deixado o PBC em 2012), além de contar com Benny Horowitz, do The Gaslight Anthem, para comandar as baquetas. O grupo ainda conta com a doce voz de Jasmyn Morris (também tecladista) e com Pierre Marceau no baixo.

## Membros
Membros atuais
- Jimmy Stadt – vocalista (desde 2005)
- Chris Browne – guitarrista e backing vocal (desde 2005)
- Steve Port – baterista (desde 2011)
- Patrick Benson – guitarrista (desde 2012)
- Tyler Smith – baixista (desde 2013)

Ex-membros
- Kevin Mahoney – guitarrista (2005–2006)
- Josh Dillon – baixista (2005)
- Greg Odom – baixista (2005–2008)
- Bob O'Neil – baterista (2005–2006)
- Emmett Menke – baterista (2006–2011)
- Tyler Mahurin – baterista (2011–2012)
- Nate Morris – guitarrista (2006–2012)
- Erik Michael "Goose" Henning – baixista (2008–2013)

## Discografia
Álbum de Estúdio
- Sometimes Things Just Disappear (2008)
- Chasing Hamburg (2009)
- Clash Battle Guilt Pride (2011)
- Death Chorus (2013)

Álbum ao vivo
- Live At The Montage - acústico (2012)

EP
- The Redder, the Better (2006)
- The Summer of George (2009)
- Drifting Thing (Team Goldie Remix) (2010)
- The View, The Life (2011)

Demo
- Demo (2005)

## Videografia
- Light of Local Eyes (2009)
- Living Saints (2010)
- My Best Days (2011)
- Killin' It (2012)
- Screams in Caves (2012)
- WLWYCD (2013)
- Blood Balloon (2013)